# وانگن (گوپینگن)
وانگن (به آلمانی: Wangen) یک شهر در آلمان است که در گوپینگن واقع شده‌است. وانگن ۳٬۲۱۳ نفر جمعیت دارد.